# Hypancistrocerus divergens
Hypancistrocerus divergens är en stekelart som först beskrevs av Edoardo Zavattari 1912.
Hypancistrocerus divergens ingår i släktet Hypancistrocerus och familjen Eumenidae. Inga underarter finns listade i Catalogue of Life.